# Bruce Clark
(en) Statistiques sur pro-football-reference
(en) Statistiques sur statscrew
Bruce Clark est un joueur professionnel américain de football américain et de football canadien né le 31 mars 1958 à New Castle dans l'État de Pennsylvanie.

## Carrière universitaire
Au niveau universitaire, Clark rejoint l'Université d'État de Pennsylvanie où il joue pour les Nittany Lions de 1976 à 1979.
En 1978, il devient le premier junior à remporter le Lombardi Award désignant le meilleur defensive lineman de la NCAA Division I FBS. L'année suivante en tant que senior, il est sélectionné dans la première équipe All-American.

## Carrière

### Draft de la NFL
Clark est sélectionné en 4e choix global lors de la draft 1980 de la NFL par la franchise des Packers de Green Bay. Clark ne joue cependant pas et celui-ci décide de quitter la NFL.

### Argonauts de Toronto (CLF, 1980-1981)
Clark rejoint la LCF et les Argonauts de Toronto en 1980. Cette franchise finit dernière de la conférence Est et ne se qualifie pas pour la série éliminatoire (play-offs).  Clark est cependant sélectionné dans l'équipe type de la CFL (seul joueur de son équipe).
La saison 1981 n'est guère meilleure pour Toronto qui termine à nouveau dernière de leur conférence. Clark ne remporte pas de distinction personnelle et quitte la franchise.

### Saints de La Nouvelle-Orléans (1982-1988)
Bruce Clark est réengagé par les Saints pour la saison 1982. Celle-ci est marquée par une grève qui scinde le championnat en deux Conférences, l'Américaine et la Nationale comptant chacune 16 équipes. Les Saints situés en Conférence Nationale, terminent 7e et sont éliminés de la phase finale.
En 1983, les Saints terminent  3e de la division NFC Ouest et ne sont pas qualifiés pour la phase finale. Clark est néanmoins sélectionner pour jouer le Pro Bowl 1995.
Les deux saisons suivantes les Saints finissent troisième et quatrième à nouveau sans qualification pour les séries éliminatoires. 
Qualifiés pour la phase finale en 1987, les Saints sont éliminés à domicile 10 à 44 par les Vikings du Minnesota. Clark termine sa carrière en 1988 à nouveau sans participation à la phase finale ,.

### Chiefs de Kansas City (1989)
Clark rejoint Chiefs de Kansas City en 1989. Il y endosse le numéro 95 en lieu et place du 75 qu'il portait depuis ses débuts en NFL. Les Chiefs échouant à la 2e place de la division AFC Ouest ne se qualifient pas pour la série éliminatoire. Clark met un terme à sa carrière professionnelle dans la NFL.

### Dragons de Barcelone (1991-1992)
Le défensive end rejoint en 1991 l'Europe et l'Espagne pour participer à la première saison de la World League of American Football.
Clark est sélectionné lors du premier tour de la draft supplémentaire 1991 par la franchise des Barcelona Dragons. Son expérience et son leadership participeront au succès de la première saison des Dragons. Titulaire lors des dix matchs de la saison, il est coleader de la ligue au nombre de sacks (7 sur la saison). Les Dragons perdent le World Bowl I sur le score de 21 à 0 contre les London Monarchs. La saison suivante Barcelone remporte sa division (5 victoires et 5 défaites) mais est éliminée en ½ finale contre les Sacramento Surge (15-17).

## Trophées et honneurs
- Vainqueur du Lombardi Award 1978 ;
- Équipe d'étoiles de la Ligue canadienne de football: 1980[6] ;
- Équipe d'étoiles de la conférence de l'Est de la LCF: 1980[7] ;
- Sélectionné pour le Pro Bowl 1985 (saison 1984) ;
- Sélectionné dans l'équipe type des rookies par PFWA en 1982 ;
- Vice champion de la World League of American Football en 1991.